# Мэннинг, Мэделин
Мэделин Мэннинг Мимс (англ. Madeline Manning Mims; род. 11 февраля 1948, Кливленд, Огайо) — американская легкоатлетка, чемпионка Панамериканских игр, чемпионка и призёр Олимпийских игр, участница трёх Олимпиад.

## Биография
На летних Олимпийских играх 1972 года в Мюнхене она выиграла серебряную медаль в эстафете 4×400 метров с подругами по команде Мейбл Фергерсон, Кэти Хэммонд и Шерил Туссен.
Мэннинг — выпускница Университета штата Теннесси и член ассоциации «TigerBelles». В 1984 году она была занесена в Национальный зал славы лёгкой атлетики США.
Мэннинг была основателем и президентом Совета спортивных священников США и капелланом на Олимпийских играх в Сеуле в 1988 году, в Барселоне в 1992 году, в Атланте в 1996 году, в Сиднее в 2000 году, в Афинах в 2004 году и в Пекине в 2008 году. Она также является писателем, спикером, современным художником и записывает госпел. В 2005 году её включили в Зал славы джаза Оклахомы. Она училась на степень магистра богословия в Университете Орала Робертса (штат Оклахома).
Она соревновалась до середины 1970-х годов под именем Мэдлин Мэннинг-Джексон. В 1969 году она вышла замуж за Джона Джексона, но развелась с ним в 1970 году. Её сын от этого брака, Джон Джексон III, был чемпионом Национальной ассоциации студенческого спорта по тройным прыжкам.